# Cratere Patavium
Patavium è un cratere sulla superficie di 21 Lutetia.